# Messier 102
Messier 102 (o M102) és una galàxia catalogada per Charles Messier que no ha pogut ser identificada inequívocament. Messier va definir aquest objecte com a difús, el text publicat a l'època és el següent: 
| « | Nebulosa entre les estrelles Omicron de Bover i Iota del Dragó: és molt feble; prop d'ella hi ha una estrella de grandària 6. | » |

(Messier, dans la Connaissance des Temps pour 1784, P.267)

## Possibles candidats
Des de la publicació del catàleg Messier, diferents historiadors, astrònoms professionals i aficionats han identificat diferents galàxies com a corresponent a M102.
Les dues identificacions més probables d'M102 són e Messier 101 i NGC 5866.

### Messier 101
Messier 101 (Galàxia del Molinet o NGC 5457) és una galàxia espiral vista frontalment situada a la constel·lació de l'Ossa Major. En una carta escrita el 1783 a J. Bernoulli, Pierre Méchain (qui havia compartit informació sobre els seus descobriments amb Messier) va comentar que M102 era de fet una duplicació accidental d'M101 en el catàleg. Aquesta carta va ser publicada posteriorment dues vegades: La primera en francès a les Memoirs de l'acadèmia de Berlin el 1782, i la segona en una traducció a l'alemany una mica arranjada (per Johann Elert Bode) en el Berliner Astronomisches Jahrbuch de 1786.

### NGC 5866
NGC 5866 (una de les dues galàxies coneguda com a Galàxia del Fus) és una galàxia lenticular situada a la constel·lació del Dragó. Aquesta galàxia sembla coincidir amb les descripcions de l'objecte feta (per Pierre Méchain) en la versió impresa del catàleg Messier de 1781, i la posició de l'objecte donada per Charles Messier en les notes manuscrites de la llista personal del seu catàleg.

### Altres possibles objectes
Encara que M101 i NGC 5866 són considerades les més probables, alguns altres objectes podrien potencialment correspondre a aquesta entrada.y.

#### NGC 5879, NGC 5907 o NGC 5908
NGC 5879, NGC 5907, i NGC 5908 són totes elles galàxies a prop de la posició d'NGC 5866. Per aquest criteri, totes elles podrien correspondre a M102, això no obstant, cap d'aquestes galàxies és tan brillant o té la lluentor superficial d'NGC 5866, és per això que aquestes es consideren menys probables.

#### NGC 5928
NGC 5928 és una galàxia de magnitud aparent 14 situada entre Omicron de Bover i Iota de la Serp. J. L. E. Dreyer, en les seves Notes i Correccions del New General Catalogue, va suggerir que aquesta pot haver estat una de les fonts per identificar M102, havent confós Iota del Dragó amb Iota de la Serp en la localització donada per a l'objecte. Tanmateix, aquesta galàxia podria no haver estat observable per Messier i Méchain i, per tant, difícilment podria identificar.se com a M102.